# 제2기 최고인민회의 대의원 선거
제2기 최고인민회의 대의원 선거는 1957년 8월 27일에 열린 조선민주주의인민공화국의 2대 최고인민회의 선거다. 대의원 215명을 선출하였다.
1948년 헌법 제정 당시 최고인민회의 대의원의 임기는 3년이었으나, 1954년 10월 30일 제1기 최고인민회의 제8차 회의에서 통과된 제2차 개헌에 의하여 최고인민회의 대의원의 임기는 4년으로 연장되었다. 따라서 이 선거에서 선출된 대의원들의 임기는 4년 후인 1961년까지였으나, 모종의 이유로 선거가 지연됨에 따라 이들은 후임 대의원 선거가 실시된 1962년까지 그 직을 수행하였다. 최고인민회의 대의원의 임기는 1992년 헌법 개정에 의해 5년으로 바뀌기 전까지 4년으로 유지되었으나, 매번 선거가 몇 달 혹은 몇 년 늦게 치러지거나 일찍 치러져 단 한 번도 임기가 제대로 지켜지지 못하였다.

## 배경
1956년 8월 종파사건 이후, 한국 전쟁으로 실시되지 못했던 2기 최고인민회의 대의원 선거가 치러졌다. 전쟁으로 인해 휴전선 이남에 대한 선거가 완전히 불가능해짐에 따라 휴전선 이남 지역구에 대한 선거는 실시되지 않았다.

## 선거 결과
| 정당         | 의석 수 | 변화 |
| ------------ | ------- | ---- |
| 조선로동당   | 178석   | +21  |
| 북조선민주당 | 11석    | -24  |
| 천도교청우당 | 11석    | -24  |
| 근로인민당   | 3석     | -17  |
| 인민공화당   | 3석     | -17  |
| 불교연합     | 2석     | +2   |
| 건민인민연합 | 1석     | +1   |
| 민주독립당   | 1석     | -19  |
| 기타         | 5석     |      |
| 합계         | 215석   | -357 |